# South Australian Register
Das South Australian Register (kurz: The Register) war eine südaustralische Zeitung. Sie gehörte zu den ältesten und traditionsreichsten des australischen Kontinents.

## Geschichte
Gegründet wurde sie im Jahr 1836 durch die beiden Verleger George Stevenson (1799–1856) und Robert Thomas (1781–1860) in London, der Hauptstadt des Vereinigten Königreichs Großbritannien und Irland. Sie erschien ursprünglich als Wochenzeitung unter dem Titel South Australian Gazette and Colonial Register zunächst in London und ab 1837 in Adelaide, der Hauptstadt des australischen Bundesstaates South Australia.
Im Jahr 1865 wurde sie in eine Tageszeitung umgewandelt, wodurch sich ihr Einfluss erheblich verstärkte. Sie bot ein breites Spektrum an Inhalten, darunter Nachrichten aus Politik, Wirtschaft und Kultur, und erwarb sich in Südaustralien den Ruf einer vertrauenswürdigen Informationsquelle.